# Les Fiancés de Colombine
Pour plus de détails, voir Fiche technique et Distribution.
Les Fiancés de Colombine est un film muet français réalisé par Georges Denola, sorti en 1911.

## Fiche technique
- Titre : Les Fiancés de Colombine
- Réalisation : Georges Denola
- Scénario : Campana
- Photographie :
- Montage :
- Société de production : Société cinématographique des auteurs et gens de lettres (S.C.A.G.L.)
- Société de distribution : Pathé frères
- Pays d'origine :  France
- Langue : français
- Métrage : 155 mètres
- Format : Noir et blanc — 35 mm — 1,33:1 — Muet
- Genre : Comédie
- Durée : 5 minutes
- Dates de sortie : 
  - France : 14 avril 1911

## Distribution
- Mistinguett : Colombine
- Jean Jacquinet : Pierrot
- Émile Mylo : Arlequin
- Georges Paulais
- Albert Broquin
- Daniel Mendaille
- Gaston Sainrat
- Georges Desmoulins
- Paul Landrin
- Fernand Tauffenberger
- Augusta Vallée
- Angèle Decori
- Emilie Lindey
- Gabrielle Debrives